# 진법 (군사)
진법(陣法), 또는 진형(陣形), 군진(戰陣)은 고대 군대의 이동 및 교전, 전시의 군대 부서 편성에 대해 기술한 용어로, 화약 병기가 사용되지 않았던 고대의 전쟁에서는 필수적으로 갖추어야 할 요소였다. 중국에서는 전국 시대의 《손빈병법》(孫臏兵法)에서 이미 「팔진」(八陳)과 「십진」(十陳)을 다루고 있으며, 그 중에서도 팔진이 가장 유명하며 후대의 중요한 진법이 되었다. 중국 역사에서는 특히 활을 쏘기 위한 대형인 「운진」(雲陳)、적을 포위하는 「영위진」(贏渭陣), 기습용 진법인 「합수진」(闔燧陣), 군대가 방어하면서 서로 구원하는 「솔연」(率然), 「기각」(掎角)의 진세, 유명한 제갈량(諸葛亮)이 개량한 「팔진도」(八陣圖) 및 「육화진」(六花陳) 등등 그 종류는 20여 종이 넘는다.

## 개요
진법은 전투에서 부대의 전개를 결정하는 중요한 전술적 문제였다. 부대의 기강을 높이고 인원의 고립과 부대의 혼란을 피하며 부대에 대한 통신과 지휘통제를 확실히 하며, 부대의 전투력을 집중시키기 위해 빠뜨릴 수 없는 것이었다. 진법의 기본적 형태로써 부대 단위의 종대, 횡대라는 교련 진법(drill formation)이 있고, 이들은 행군이나 식전행사에서도 사용되고 있다. 이들은 진형(陣形) 전환이 쉬울 뿐 아니라 신속하고 정확하게 부대를 전진시킬 수 있다. 후에 교련대형의 훈련을 통해 부대 규율을 강화하고 나아가 복잡한 진형 전환의 기초가 된다. 고대로부터 중세에 이르기까지 육군은 창이나 방패를 갖춘 보병부대나 기병부대, 활과 화살을 장비한 부대를 밀집시킨 대형을 운용하였다. 근대에 이르러 화약 무기의 성능이 대폭 향상된 것과 함께 밀집대형 대신 산병(散兵) 전투대형이 주류가 되었다. 해군(海軍)이나 공군(空軍)에서는 현대에도 진법이 사용되고 있으며 함대나 항공기를 효율적으로 배치하고 운용하기 위한 전투용 배치법이 채용되고 있다.
한편 서양에서의 진법 운용은 확실하게 규명된 것이 없지만 고대의 문헌을 토대로 발굴 유물이나 벽화, 무기나 도자기에 그려진 그림 등을 통해 상상해볼 수 있다. 그리스의 철학자 아리스토텔레스의 저서 《정치학》에는 당초 기병이 탁월한 군사력으로 꼽히며 국가체제도 귀족제였지만 그 뒤 중장보병(重装歩兵)이 국가의 전투력의 중심이 되는 민주정으로 바뀌었다. 고고학의 관점에서 그 이전의 히타이트나 이집트에서는 전차(戰車)라는 말이 끄는 전투용 수레가 사용되었음이 알려져 있다. 전차는 기병 전력으로 대체되거나 기병에 밀리고 나아가 기병이 중장보병에게 구축되는 등의 과정 속에서 고대 민주정 국가가 성립되었다고 보고 있다.

## 같이 보기
- 사단 (군사)
- 군사 편제